# Обињи ан Плен
Обињи ан Плен (фр. Aubigny-en-Plaine) насеље је и општина у источном делу централне Француске у региону Бургоња, у департману Златна обала која припада префектури Бон.
По подацима из 2011. године у општини је живело 395 становника, а густина насељености је износила 62,3 становника/km². Општина се простире на површини од 6,34 km². Налази се на средњој надморској висини од 193 метара (максималној 207 m, а минималној 183 m).

## Демографија
| 1962. | 1968. | 1975. | 1982. | 1990. | 1999. | 2011. |
| ----- | ----- | ----- | ----- | ----- | ----- | ----- |
| 155   | 196   | 207   | 265   | 296   | 319   | 395   |

График промене броја становника у току последњих година